# Giles Hussey
Giles Peter John Hussey (* 26. Mai 1997 in Swindon) ist ein britischer Tennisspieler aus England.

## Persönliches
Hussey wuchs als Sohn von Games und Gill Hussey in der englischen Großstadt Swindon auf. Er hat zwei Schwestern und einen Bruder. Er besuchte dort die Millfield School.

## Karriere

### Junior- und College-Laufbahn
Hussey spielte nur wenige Matches auf der ITF Junior Tour und erreichte dort Platz 457.
Nach der Schule nahm er ein Tennisstipendium mit dem Studienschwerpunkt Mathematik an der Georgia State University wahr. Nach vier Jahren wechselte er an die University of Tennessee, wo er nach einem Bachelor auch ein Masterstudium absolvierte. Sein letztes Jahr im College-Tennis-Team 2021 schloss er mit einer Bilanz von 47:8 am erfolgreichsten ab. Er nahm Platz 80 im College-Ranking ein.

### 2021–2024: Debüt auf der ATP Tour
Nach seinem Abschluss spielte Hussey Mitte 2021 das erste Mal regelmäßig Profiturniere. Auf der drittklassigen ITF Future Tour gewann er in diesem Jahr seinen ersten Titel und erreichte die Top 1000 der Weltrangliste. Im folgenden Jahr gewann er sechs Future-Titel im Doppel und erzielte in beiden Wertungen erste Erfolge auf der höher dotierten ATP Challenger Tour. In Drummondville stand er im Doppel das erste Mal im Finale; ein Jahr später zog er beim selben Turnier erneut ins Endspiel ein. Hussey erreichte mit Platz 213 im Mai 2023 sein Karrierehoch im Doppel, bevor er sich mehr auf das Einzel konzentrierte. Auf der Future Tour gewann er 2023 je zwei Titel. Das Jahr beendete er im Einzel erstmals in den Top 500, während er im Doppel auf Platz 391 zurückgefallen war.
Im Jahr 2024 gelang Hussey eine 18 Matches andauernde Siegesserie, woraus drei weitere Future-Titel resultierten. In der Qualifikation von Eastbourne spielte er das erste Mal auf der ATP Tour. Mit einem Sieg gegen Arthur Cazaux, einen Spieler der Top 100, war er einen Sieg vom Hauptfeld entfernt, verlor aber gegen Shang Juncheng. Als Lucky Loser rückte er dennoch ins Hauptfeld, wo er zum Auftakt überraschend deutlich gegen Mariano Navone gewann, die Nummer 32 der Welt. Er schied im anschließenden Achtelfinale gegen Flavio Cobolli in drei Sätzen aus. In der Weltrangliste erreichte er damit Platz 304 im Einzel.